# Loch Lynn Heights
Loch Lynn Heights è un comune degli Stati Uniti d'America, situato nello stato del Maryland, nella contea di Garrett.